# Malé Hydčice
Malé Hydčice jsou malá vesnice, část obce Malý Bor v okrese Klatovy v Plzeňském kraji. Leží na levém břehu řeky Otavy.

## Název
Jméno Hydčice = ves lidí Hýdkových, je jméno slovanského základu, rus. gídkij. V minulosti jména ve tvaru: Hidchice (1045), Hinczicz Minor (1331), Hydczicz (1346), Hydczicze Minor (1406), Hyczicze stransky (1558), Maly Hycžicze (1654), Hyčice Malé (1884).

## Historie
Nejstarší doložené osídlení poblíž Malých Hydčic je nad strání za dnešním č.p. 10, kde byly nalezeny střepy a dále se na kamenném závětří „Na škálách“ nalezlo více kamenných sekyrek z mladší doby bronzové.
Podle hypotéz inspirovaných Kosmovou kronikou je možné vznik souvislého osídlení středního Pootaví datovat do první poloviny 11. století, kdy kníže Břetislav I. spolu s ostatky sv. Vojtěcha přivezl 1. září roku 1039 z Polska bohatou válečnou kořist, jejíž součástí byla početná komunita zajatců. Tito mohli být určeni k osídlení zdejšího kraje. Pro tento názor hovoří i sídelní názvosloví (Katovice, Volyně apod.). I samotné jméno Hydčice, odvozené od jmenného základu, tuto teorii podporuje.

### Středověk
Vůbec první zmínkou o Hydčicích je darovací dekret knížete Břetislava I. z 18. října 1045 při příležitosti úmrtí pošumavského poustevníka Vintíře, jež byl pohřben v břevnovském klášteře v Praze. Břevnovský klášter byl v této souvislosti obdarován územím na jihozápadě Čech. I když někteří historici pravost dekretu zpochybňují, (ale pouze s odkazem na pravděpodobný opis z listiny pravé) obsahuje ve výčtu darovaného území i výslovné darování „… Hydčice i ves téhož jména Hydčice s řekou…“ (latinsky …Hidchice et ibidem villam eiusdem nominis Hidchice cum flumine… ). Tato trochu neobvyklá formulace a také fakt, že v darovacím seznamu jsou Hydčice uvedeny na prvním místě, bývá vysvětlováno možnou existencí tvrze na místě někdejší vesnice. Zároveň bývá zvažováno, na kterém břehu by to přicházelo v úvahu. Pravá strana řeky, na níž se nacházejí Velké Hydčice, je příznivější místo pro běžné osídlení s povlovným svahem, na malohydčické straně je ostřejší břeh s vyvýšeným prahem, který je naopak vhodnější k obranným účelům.
Ve 20. a 30. letech 14. století zřejmě na určitý čas přenechal král Jan Lucemburský Malé Hydčice Vilémovi z Landštejna. Ukazuje to moc české šlechty v té době, kdy manipulovala králem pro své zájmy. Dokládá to výnos z 19. srpna 1331, kdy král Jan Lucemburský potvrzuje mj. i ves Malé Hydčice ve vlastnictví břevnovského kláštera a cit: „… pročež rušíme listiny, které jsme vystavili nepříliš prozřetelně našemu důvěrníkovi Vilému z Landštejna a jeho dědicům o těch zmíněných statcích…“. Při břevnovském klášteře je ves uváděna ještě v soupisu roku 1346 a naposledy roku 1406, ovšem až roku 1420 přešla do vlastnictví pánů z Ryžemberka.

### Novověk
Roku 1543 byly dědičně prodány a při prodeji panství rabského roku 1549 byly ponechány při panství horažďovickém. V roce 1558 je ves už uvedena jako součást horažďovického panství, podobně i roku 1594. Další doložená historická fakta jsou z roku 1654, kdy berní rula uvádí v roce 1653 v Malých Hydčicích po třicetileté válce jediný osídlený grunt Jana Němce s obdělávanými 28 strychy zemědělské půdy a jako nového usedlíka téhož roku Jana Bryzka s 24 strychy. V roce 1654 přibyl na ves Jakub Drštka s 26 strychy. Jelikož berní rula uvádí jejich půdní obhospodařování u každého nad 20 strychů (1 strych = cca 0,24 hektaru) a rovněž pro rovnoměrné až systematické střídání pozemkových parcel lze předpokládat, že obsadili již existující, ale opuštěná hospodářství. Revizitace berní ruly z roku 1676 uvádí u Jakuba už přízvisko Sládek, což má nejpravděpodobnější vysvětlení, že přijal původní jméno gruntu.
Během následujících staletí se rozrostl počet stavení ve vsi na cca 9, a to částečně dělením pro výměnky a výstavbou čelední. Ve vsi byl rovněž pro příznivou polohu vybudován mlýn s říčním jezem. Druhá polovina 19. století zaznamenala ve vesnici intenzívní hospodářský rozvoj a to zřejmě jako následek zrušení roboty a souvisejících vztahů, přispělo i vyvazování půdy z panského vlastnictví. Vznikly dvě cihelny, u hospodářství Panušků a poté u hospodářství Janečků. Na návsi stála dřevěná kaplička, jejíž zvon visí dnes v kapličce v Týnci u Horažďovic.

### 20. století
20. století bylo v Malých Hydčicích velmi převratným obdobím. V první světové válce snad každé stavení mělo své válečné oběti. Těžkým obdobím byla rovněž meziválečná krize, následovaná německou okupací a nástupem komunismu.
Temným okamžikem Malých Hydčic byl 6. srpen 1952, kdy byly kolchozníky zlikvidovány tři klíčové zemědělské usedlosti. Pamětníci toho dne uvádějí: „… Jakoby už od rána visela ve vzduchu zlověstná předtucha věcí příštích. Pak se na horizontu od Újezda objevilo mračno prachu za sílícího dusotu, pak stádo dobytka, za ním chvátali kolchozníci, pak děti a pak i psi…“ Následovalo období ještě horší, jak tvrdí pamětníci, než za německé okupace, nevyjímaje ani věznění a násilné vystěhování (Vojtěch Panuška). Jez mlýna byl zcela v tehdejším duchu ponechán devastaci a následně zbořen. Cihelnu Josefa Janečka nechali kolchozníci zavézt odpadky atd. Obdobně jako i jinde na venkově se Malé Hydčice vylidnily na cca 12 obyvatel v roce 1989, rozsáhlá devastace majetku postihla největší usedlosti a osídlení vsi získalo ráz chalupářský. Po roce 1989, kdy s pádem komunistického režimu bylo možno navázat na zpřetrhané tradice, se život do vsi pomalu opět vrací. Dnes je trvale obydleno šest stavení, tři objekty jsou užívány rekreačně, tři subjekty ve vsi vyvíjejí zemědělskou aktivitu na soukromé bázi a v roce 2011 zde trvale žilo sedm obyvatel.

## Obyvatelstvo
| Rok            | 1869 | 1880 | 1890 | 1900 | 1910 | 1921 | 1930 | 1950 | 1961 | 1970 | 1980 | 1991 | 2001 | 2011 | 2021 |
| -------------- | ---- | ---- | ---- | ---- | ---- | ---- | ---- | ---- | ---- | ---- | ---- | ---- | ---- | ---- | ---- |
| Počet obyvatel | 63   | 63   | 60   | 65   | 51   | 45   | 39   | 32   | 35   | 25   | 21   | 13   | 12   | 7    | 9    |
| Počet domů     | 9    | 9    | 9    | 9    | 10   | 9    | 9    | 8    | 8    | 8    | 6    | 8    | 9    | 9    | 9    |

## Obecní správa
Při sčítání lidu v letech 1850–1949 Malé Hydčice byly osadou obce Bojanovice v okrese Strakonice. V letech 1950–1976 byly osadou obce Hliněný Újezd, se kterým patřily nejprve do okresu Horažďovice, ale od roku 1960 v okrese Klatovy. Od 30. dubna 1976 jsou částí obce Malý Bor v okrese Klatovy.

## Pamětihodnosti
- Usedlost čp. 6
- Za vsí u lesa roste památný strom, tzv. Hydčická lípa

## Galerie

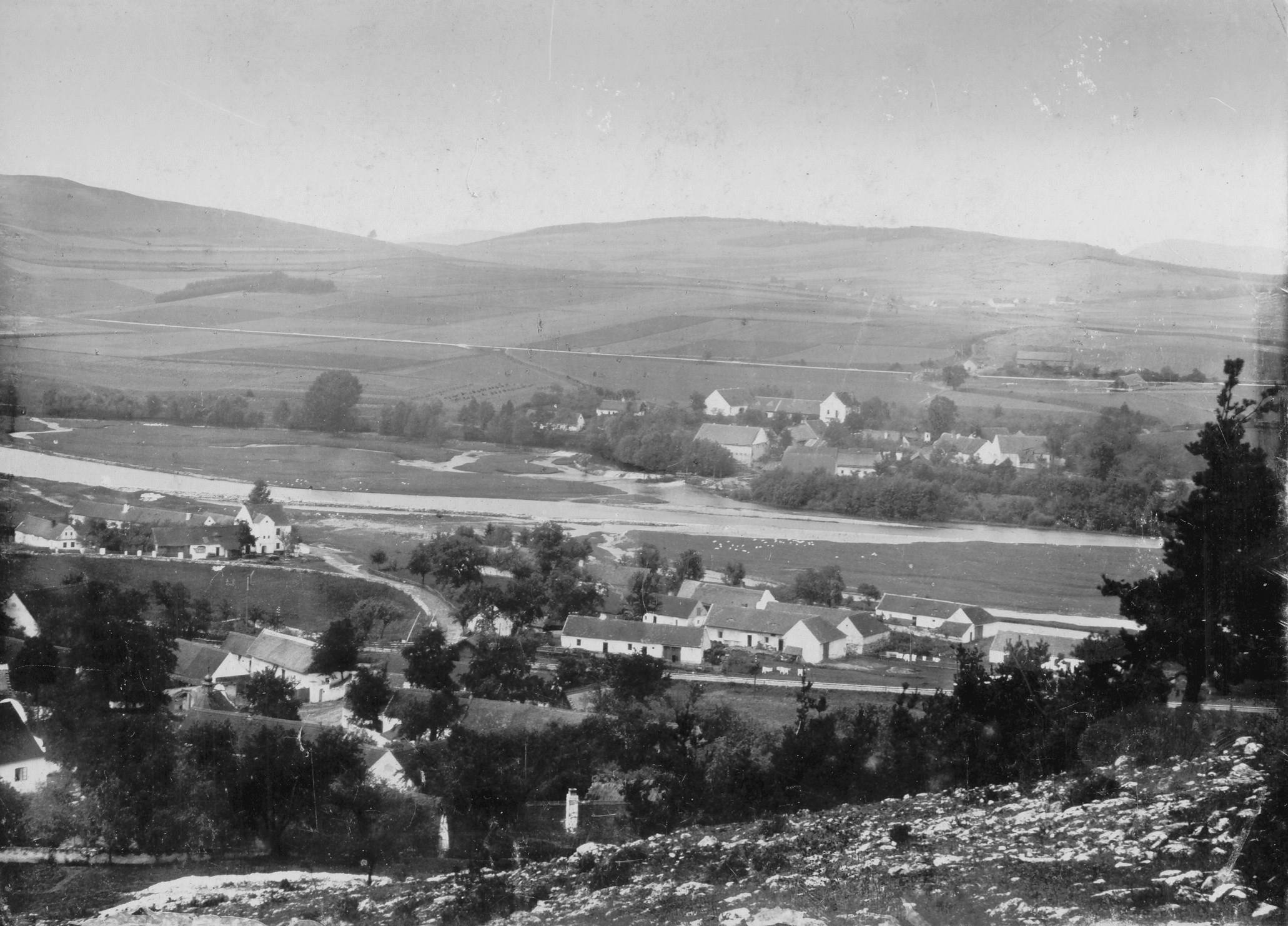
Malé Hydčice (v dáli za řekou) roku 1895
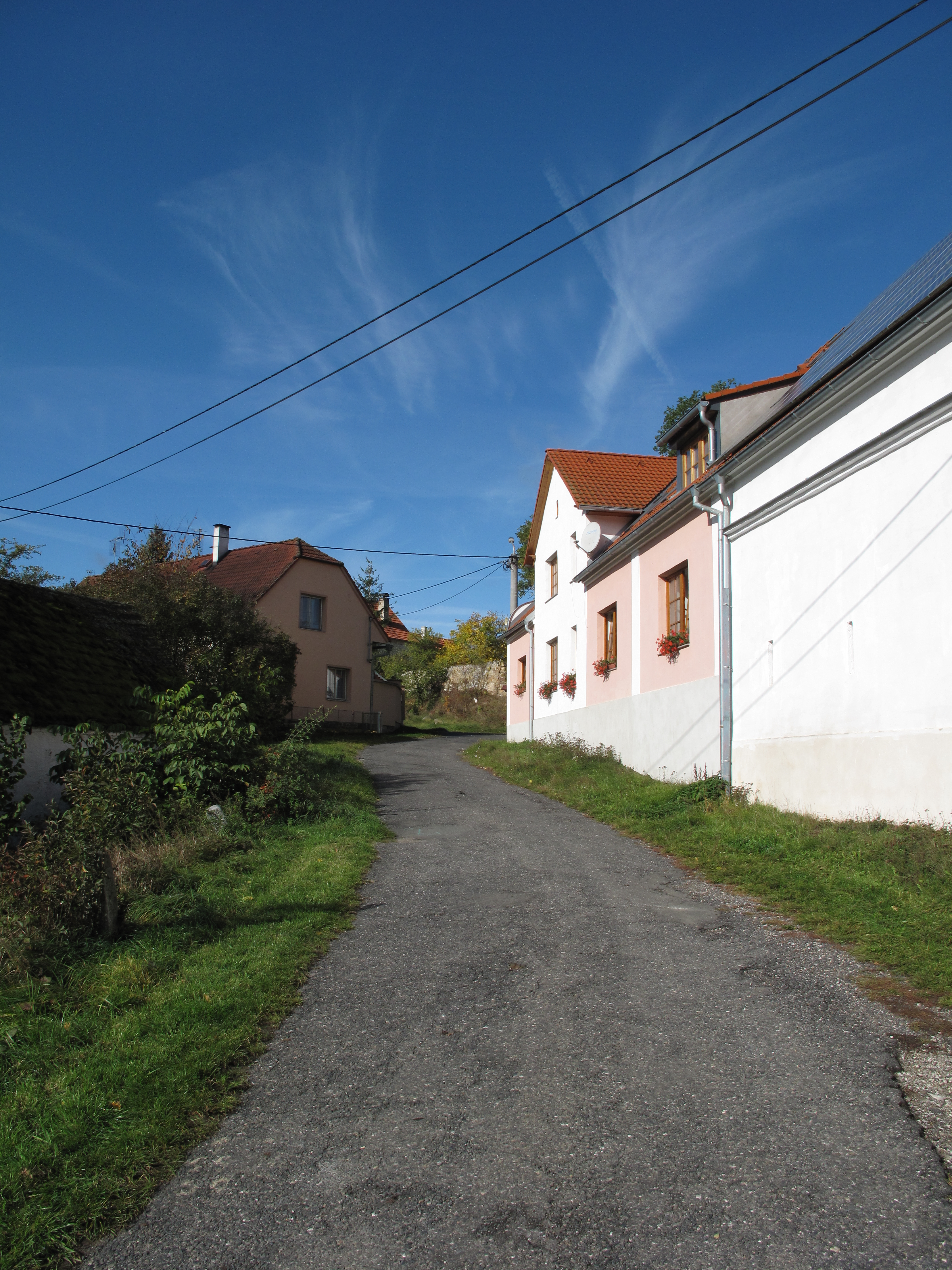
Cesta (2017)
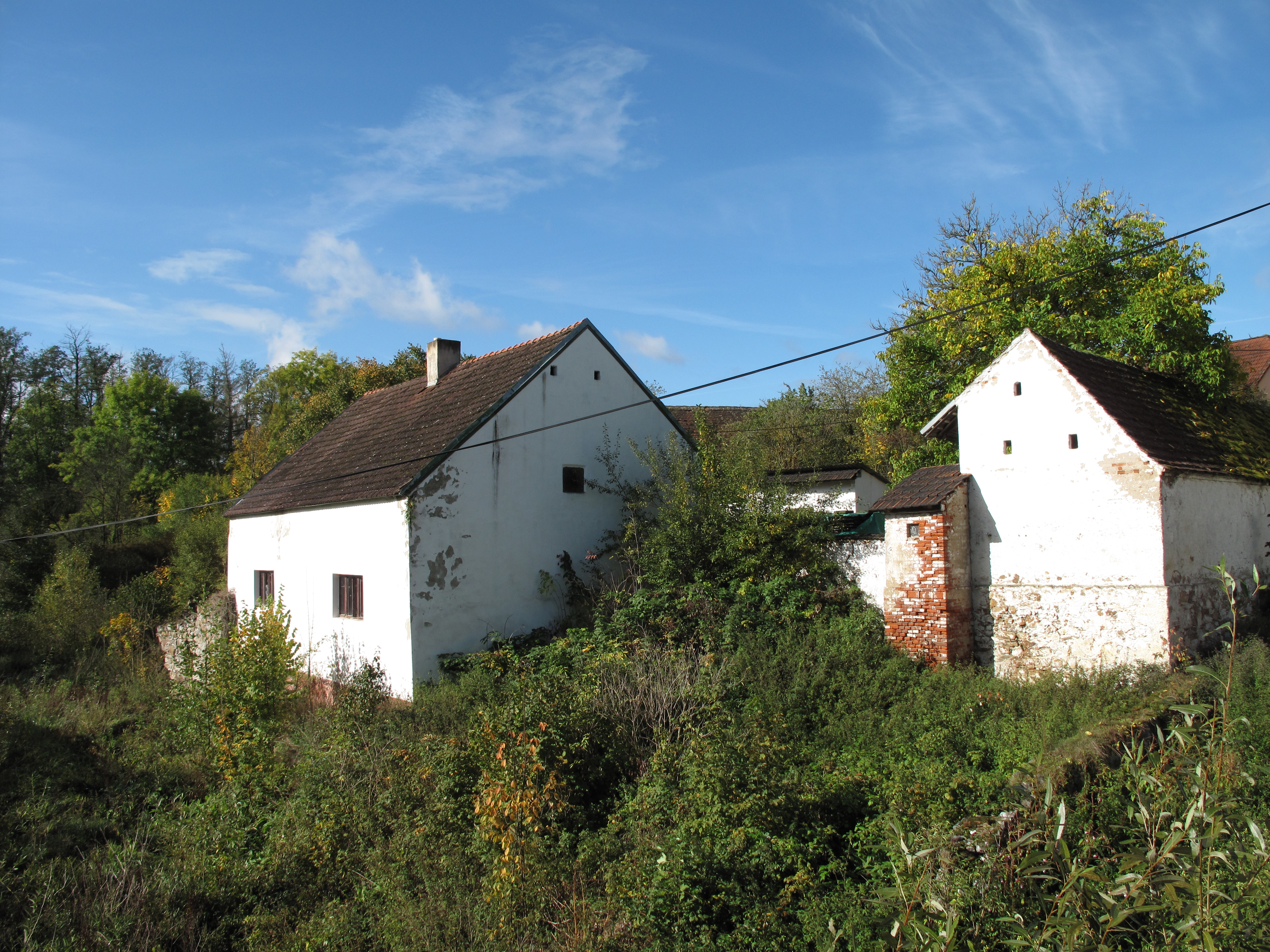
Domy (od řeky, 2017)
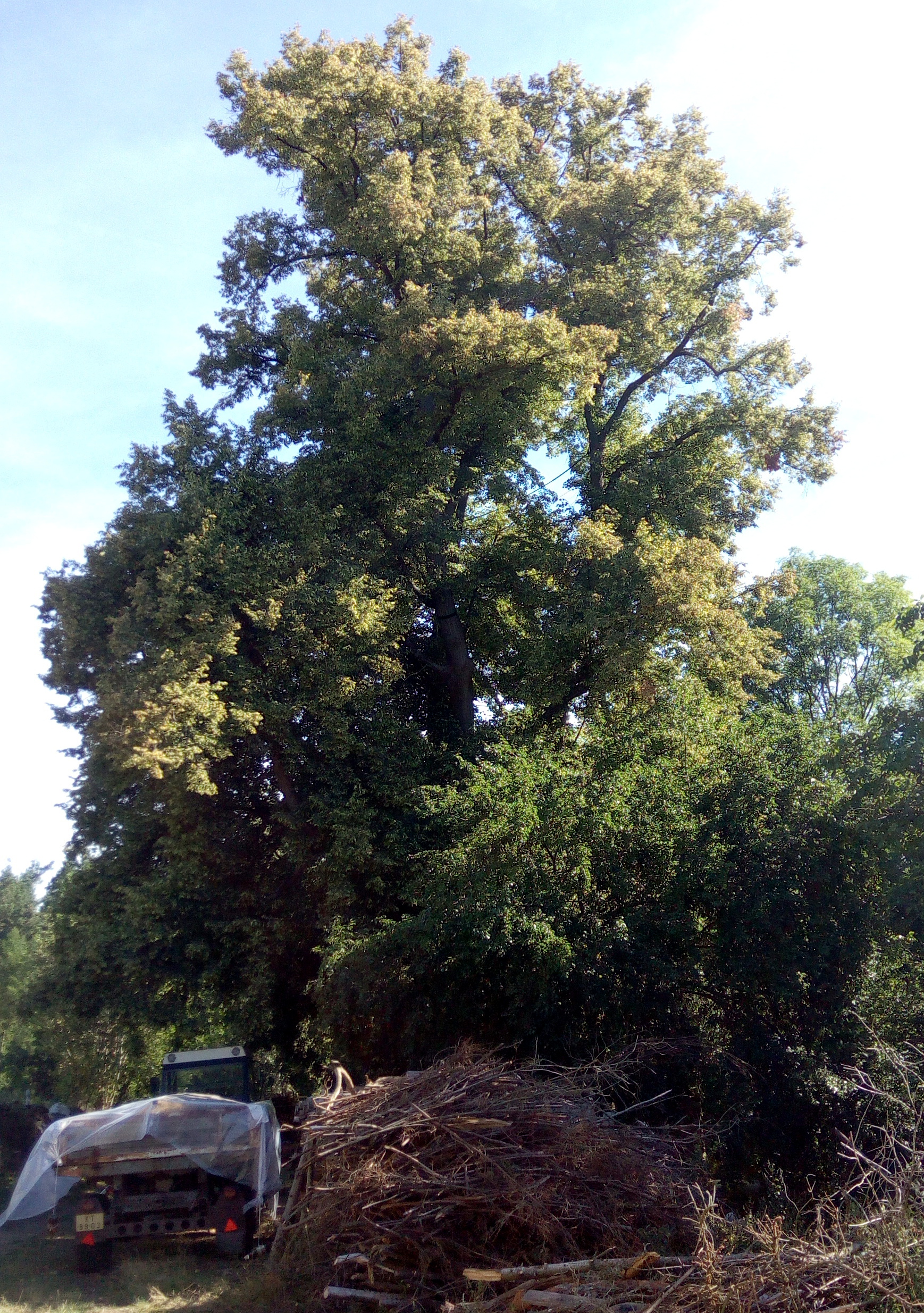
Hydčická lípa
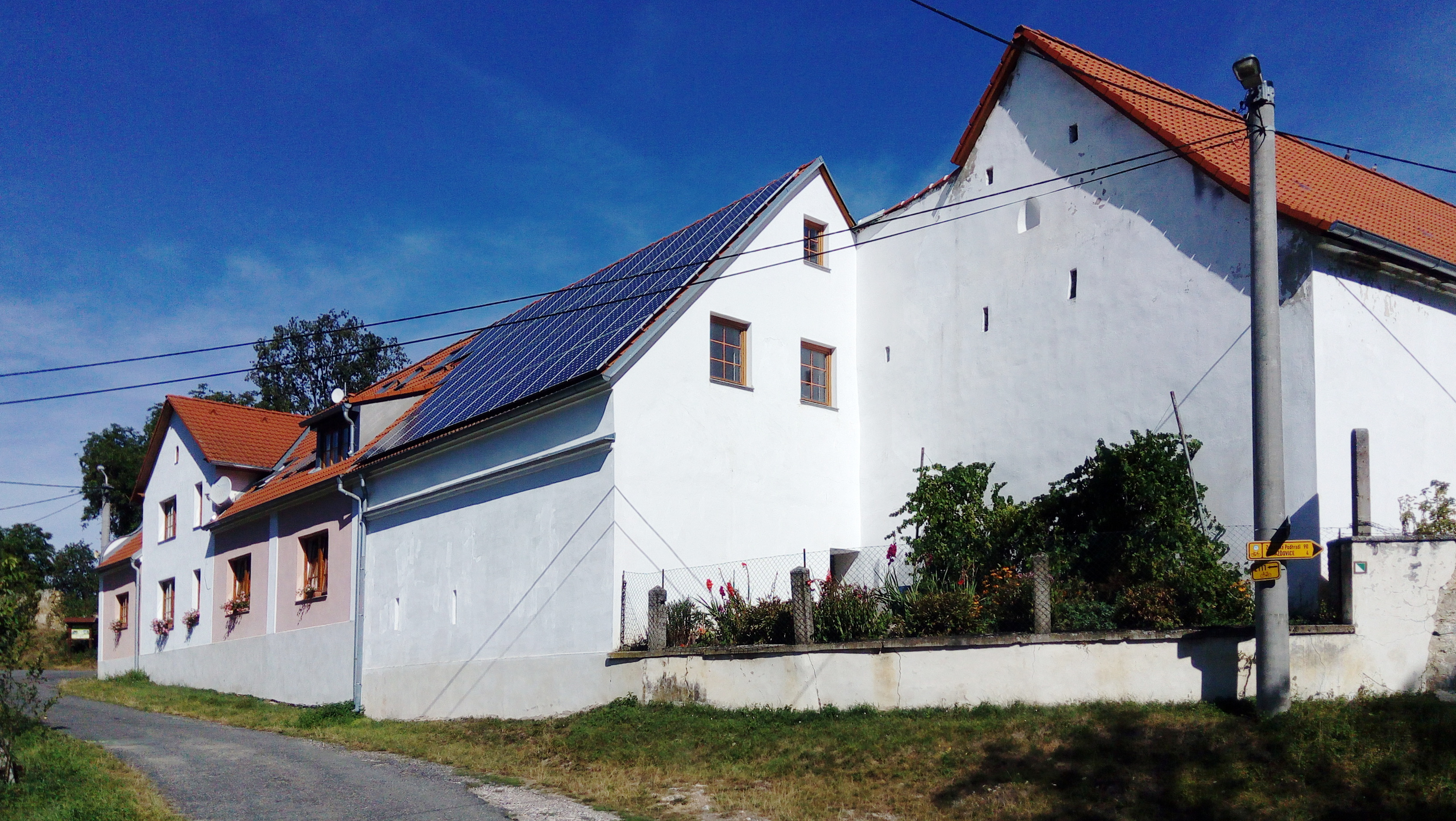
Stavení čp. 6 od východu